# Four Seasons Hotel Miami
Four Seasons Hotel Miami – wieżowiec w Miami, w stanie Floryda, w Stanach Zjednoczonych, o wysokości 240 m. Budynek został otwarty w 2003 roku, posiada 70 kondygnacji.